# Вергейчик, Юрий Васильевич
Юрий Васильевич Вергейчик (бел. Юры Васільевіч Вяргейчык; род. 5 марта 1968, Минск) — белорусский футболист и тренер. С 2010 года по 2018 год — директор футбольного клуба «Шахтёр» (Солигорск). Его сын, Кирилл, действующий профессиональный футболист.

## Клубная карьера
Профессиональную карьеру начал в 1988 году в минском «Динамо». С 1992 по 1995 года выступал за «Динамо-93». Своей игрой привлёк тренерский штаб бельгийского клуба «Моленбек», куда в 1995 году и перешёл. Проведя там два сезона, Вергейчик перешёл в немецкий «Ален», где также провёл 2 сезона. Карьеру профессионального футболиста окончил в 2000 году, выступая за солигорский «Шахтёр».

## Карьера за сборную
Дебют за национальную сборную Беларуси состоялся 17 августа 1994 в товарищеском матче против сборной Польши, в котором Юрий Васильевич также сравнял и сделал окончательный счёт — 1ː1. Всего за сборную Вергейчик провёл 7 матчей и забил 1 гол.

## Тренерская карьера
В следующем году после завершения карьеры футболиста, Вергейчик стал помощником главного тренера солигорского «Шахтёра». В 2002 году после отставки главного тренера Николая Костюкевича стал главным тренером клуба. За 8 лет тренерства помог клубу впервые стать чемпионом Беларуси в 2005 году и впервые стать обладателем национального кубка в 2004 году. Также в 2003 году он осуществлял параллельно обязанности помощника главного тренера сборной Беларуси. С 2010 по 2018 год занимал должность директора «Шахтёра».
К 50-летию был снят фильм «Вергейчик. Человек простой».
В мае 2018 утвержден в должности Генерального секретаря АБФФ.

## Достижения

### Как игрок

#### «Динамо» (Минск)
- Обладатель Кубка Беларуси: 1994/95

### Как тренер

#### «Шахтёр» (Солигорск)
- Чемпион Беларуси: 2005
- Обладатель Кубка Беларуси: 2003/04